# مقاطعة كيمبل (نبراسكا)
مقاطعة كيمبل (بالإنجليزية: Kimball County)‏ هي إحدى مقاطعات ولاية نبراسكا في الولايات المتحدة الأمريكية.